# Román Torres
Román Torres (Panamá; 20 de marzo de 1986) es un deportista panameño. Juega como defensa centra. Se ha desempeñado a nivel profesional en el futbol y en el Showbol.  Actualmente juega para el Tacoma Stars de la Major Arena Soccer League, una de las principales ligas de indoor soccer en los Estados Unidos. 
Torres, es un histórico internacional con la selección de fútbol de Panamá.

## Trayectoria en el fútbol

### Inicios
Durante sus dos primeras temporadas a nivel profesional jugó en su natal Panamá y además en el mundial sub-20 de los Países Bajos donde mostró un gran nivel que le valió ir al fútbol colombiano.

### Éxito en el fútbol de Colombia
En 2006 llegó a Colombia siendo contratado por el Cortuluá. Con el equipo 'corazón' logran ser segundos en la reclasificación total del año.
En 2007 fichó por La Equidad, equipo recién ascendido a primera división, y con el cual ganó el título de la Copa Colombia 2008. Además se dio a conocer más en el FPC y su nivel lo llevó a convertirse en titular inamovible de su selección.
En enero de 2010 fue fichado por el Junior de Barranquilla, con el que alcanza el campeonato del Torneo Apertura 2010. Luego firma con Atlético Nacional para jugar en 2011.
En enero de 2012 regresa a La Equidad ya que ni Junior ni Nacional adquirieron sus derechos deportivos.
Luego de que no se concretara su paso a la Premier League  de Inglaterra, el 12 de julio de 2012 se vincula a Millonarios, que sí compra sus derechos deportivos, y con el que obtuvo el título del Torneo Finalización 2012 siendo uno de los jugadores fundamentales para la obtención del mismo. Se despediría del club embajador con 7 goles en 111 partidos tras obtener la estrella 14.

### Seattle Sounders e Inter de Miami
El 12 de agosto de 2015 fue confirmado como nuevo refuerzo del Seattle Sounders de la Major League Soccer de Estados Unidos tras jugar nueve años en Colombia.
Debutó el 16 de agosto en la goleada 4 a 0 contra el Orlando City. Tras 4 partidos jugados sufre una grave lesión que lo saca de las canchas poco más de 1 año. En sus 4 temporadas con el equipo 'green' alcanzó 4 títulos.
A finales de diciembre de 2019, a pesar de tener un acuerdo verbal con las directivas de Millonarios para volver al club luego de 5 años su contratación no fue aprobada por el nuevo entrenador Alberto Gamero y en su lugar llegaría el costarricense Juan Pablo Vargas, tras este suceso fue contactado por David Beckham para jugar en su equipo, el recién fundado Inter Miami CF. Allí comparte plantel con jugadores como Blaise Matuidi, Juan Agudelo, Gonzalo Higuaín entre otros.
Luego de jugar tan solo 5 partidos en el Inter de Miami a mediados del 2020 regresa al Seattle Sounders.

### Cartaginés y Universitario
El 18 de enero del 2021 fue presentado como nuevo refuerzo del Club Sport Cartaginés , decano del fútbol costarricense. Allí anotaría un gol en 16 partidos.
Para el segundo semestre del año en el día 24 de junio del 2021, se oficializó su regreso a su país natal al fichar por el  Club Deportivo Universitario de Coclé. En diciembre de 2021 llegó a un mutuo acuerdo con el club para rescindir el contrato, el cual aún mantenía 6 meses por cumplir.

## Trayectoria en el  Showbol

### Dallas Sidekicks
Torres firmó con los Dallas Sidekicks de la Major Arena Soccer League el 3 de febrero de 2023.

### Tacoma Stars
Torres regresó al noroeste del pacífico estadounidense en agosto de 2023, firmando con los Tacoma Stars de la Major Arena Soccer League.

## Selección nacional
Jugó para la selección de Panamá sub-20 en la Copa Mundial de Fútbol Juvenil de 2005 jugada en los Países Bajos donde fue convocado por Víctor René Mendieta.
Hizo su debut en la Selección Absoluta gracias al entrenador colombiano Cheche Hernández en 2005 jugando frente a Sudáfrica. 
En 2007 jugó la Copa de Oro dando el centro a Blas Pérez para que anotara el gol, fue expulsado ante México partido que quedó 1-0.
En 2008 participó con Panamá en el Preolímpico de Tampa.
El 18 de enero del 2021 fue presentado como nuevo refuerzo del Club Sport Cartaginés, decano del fútbol costarricense
Fue convocado en 2012 en agosto para jugar un amistoso contra Portugal, partido que quedaría 2-0 a favor de la selección portuguesa.
El 6 de febrero de 2013 para la Clasificación de Concacaf para la Copa Mundial de Fútbol de 2014, anota el segundo gol de la Selección panameña frente a la Selección de fútbol de Costa Rica, al final el partido quedaría empate a dos. Es el capitán de la selección de fútbol de Panamá. Para la Copa de Oro de la Concacaf 2013 anotó el gol del triunfo frente a México en semifinales, dándole el pase a la final del torneo.
El 10 de octubre de 2017, anotó el gol que clasificó a la selección panameña al Mundial Rusia 2018, la cual fue la primera en la historia para dicho país. Ese gol dio a la postre la clasificación a Panamá y dejó a Honduras en la repesca. El gran perjudicado fue Estados Unidos que, tras perder ante Trinidad y Tobago, quedó eliminado de forma dramática de la cita mundialista.

### Participaciones en Copas del Mundo
| Mundial                        | Sede  | Resultado    | Partidos | Goles |
| ------------------------------ | ----- | ------------ | -------- | ----- |
| Copa Mundial de Fútbol de 2018 | Rusia | Primera Fase | 3        | 0     |

### Goles internacionales
| #  | Fecha                    | Lugar                                                      | Rival             | Gol | Resultado | Competición                     |
| -- | ------------------------ | ---------------------------------------------------------- | ----------------- | --- | --------- | ------------------------------- |
| 1  | 3 de marzo de 2010       | Estadio Metropolitano de Lara, Barquisimeto, Venezuela     | Venezuela         | 1-0 | 2-1       | Amistoso                        |
| 2  | 6 de febrero de 2013     | Estadio Rommel Fernández, Ciudad de Panamá, Panamá         | Costa Rica        | 2-0 | 2-2       | Eliminatoria Brasil 2014        |
| 3  | 24 de julio de 2013      | AT&T Stadium, Arlington, Estados Unidos                    | México            | 2-1 | 2-1       | Copa de Oro de la Concacaf 2013 |
| 4  | 10 de septiembre de 2014 | BBVA Compass Stadium, Houston, Estados Unidos              | Nicaragua         | 2-0 | 2-0       | Copa Centroamericana 2014       |
| 5  | 13 de septiembre de 2014 | Los Angeles Memorial Coliseum, Los Ángeles, Estados Unidos | El Salvador       | 1-0 | 1-0       | Copa Centroamericana 2014       |
| 6  | 27 de marzo de 2015      | Estadio Ato Boldon, Trinidad & Tobago, Trinidad & Tobago   | Trinidad y Tobago | 1-0 | 1-0       | Amistoso                        |
| 7  | 4 de junio de 2015       | Estadio Rommel Fernández, Panama City, Panamá              | Ecuador           | 1-1 | 1-1       | Amistoso                        |
| 8  | 22 de julio de 2015      | Georgia Dome, Atlanta, USA                                 | México            | 1-0 | 1-2       | Copa de Oro de la Concacaf 2015 |
| 9  | 13 de junio de 2017      | Estadio Rommel Fernández, Panama City, Panamá              | Honduras          | 2-2 | 2-2       | Eliminatoria del Mundial 2018   |
| 10 | 10 de octubre de 2017    | Estadio Rommel Fernández, Panama City, Panamá              | Costa Rica        | 2-1 | 2-1       | Eliminatoria del Mundial 2018   |

## Estadísticas en fútbol
| Club                                    | Temporada           | Liga  | Liga  | Copa Nacional | Copa Nacional | Copa Internacional | Copa Internacional | Total | Total |
| Club                                    | Temporada           | Part. | Goles | Part.         | Goles         | Part.              | Goles              | Part. | Goles |
| --------------------------------------- | ------------------- | ----- | ----- | ------------- | ------------- | ------------------ | ------------------ | ----- | ----- |
| Chepo · Panamá                          | 2004                | 17    | 1     | —             | —             | —                  | —                  | 17    | 1     |
| Chepo · Panamá                          | Total               | 17    | 1     | 0             | 0             | 0                  | 0                  | 17    | 1     |
| Young Juventus · Suiza                  | 2005                | —     | —     | —             | —             | 6                  | 0                  | 6     | 0     |
| Young Juventus · Suiza                  | Total               | 0     | 0     | 0             | 0             | 6                  | 0                  | 6     | 0     |
| San Francisco · Panamá                  | 2005                | 33    | 4     | —             | —             | 4                  | 0                  | 37    | 4     |
| San Francisco · Panamá                  | Total               | 33    | 4     | 0             | 0             | 4                  | 0                  | 37    | 4     |
| Cortuluá · Colombia                     | 2006                | 39    | 3     | —             | —             | —                  | —                  | 39    | 3     |
| Cortuluá · Colombia                     | Total               | 39    | 3     | 0             | 0             | 0                  | 0                  | 39    | 3     |
| La Equidad · Colombia                   | 2007                | 26    | 0     | —             | —             | —                  | —                  | 26    | 0     |
| La Equidad · Colombia                   | 2008                | 35    | 5     | 4             | 0             | —                  | —                  | 39    | 5     |
| La Equidad · Colombia                   | 2009                | 32    | 1     | —             | —             | 2                  | 0                  | 34    | 1     |
| Junior · (cedido) · Colombia            | 2010                | 31    | 0     | 3             | 0             | 2                  | 0                  | 36    | 0     |
| Junior · (cedido) · Colombia            | Total               | 31    | 0     | 3             | 0             | 2                  | 0                  | 36    | 0     |
| Atlético Nacional · (cedido) · Colombia | 2011                | 26    | 3     | 7             | 0             | 0                  | 0                  | 33    | 3     |
| Atlético Nacional · (cedido) · Colombia | Total               | 26    | 3     | 7             | 0             | 0                  | 0                  | 33    | 3     |
| La Equidad · Colombia                   | 2012-l              | 17    | 1     | 2             | 0             | —                  | —                  | 19    | 1     |
| La Equidad · Colombia                   | Total               | 110   | 7     | 6             | 0             | 2                  | 0                  | 118   | 7     |
| Millonarios · Colombia                  | 2012-ll             | 12    | 0     | —             | —             | 7                  | 0                  | 19    | 0     |
| Millonarios · Colombia                  | 2013                | 33    | 2     | 3             | 1             | 4                  | 0                  | 40    | 3     |
| Millonarios · Colombia                  | 2014                | 29    | 1     | 4             | 0             | 2                  | 0                  | 35    | 1     |
| Millonarios · Colombia                  | 2015                | 17    | 3     | —             | —             | —                  | —                  | 17    | 3     |
| Millonarios · Colombia                  | Total               | 91    | 6     | 7             | 1             | 13                 | 0                  | 111   | 7     |
| Seattle Sounders Estados Unidos         | 2015                | 4     | 0     | —             | —             | 0                  | 0                  | 4     | 0     |
| Seattle Sounders Estados Unidos         | 2016                | 13    | 0     | —             | —             | 1                  | 0                  | 14    | 0     |
| Seattle Sounders Estados Unidos         | 2017                | 27    | 0     | —             | —             | —                  | —                  | 27    | 0     |
| Seattle Sounders Estados Unidos         | 2018                | 15    | 0     | —             | —             | 2                  | 0                  | 17    | 0     |
| Seattle Sounders Estados Unidos         | 2019                | 21    | 1     | —             | —             | 0                  | 0                  | 21    | 1     |
| Seattle Sounders Estados Unidos         | 2020                | 5     | 0     | —             | —             | —                  | —                  | 5     | 0     |
| Seattle Sounders Estados Unidos         | Total               | 85    | 1     | 0             | 0             | 3                  | 0                  | 88    | 1     |
| Inter Miami Estados Unidos              | 2020                | 5     | 0     | —             | —             | —                  | —                  | 5     | 0     |
| Inter Miami Estados Unidos              | Total               | 5     | 0     | 0             | 0             | 0                  | 0                  | 5     | 0     |
| Cartaginés · Costa Rica                 | 2021                | 16    | 1     | —             | —             | —                  | —                  | 16    | 1     |
| Cartaginés · Costa Rica                 | Total               | 16    | 1     | 0             | 0             | 0                  | 0                  | 16    | 1     |
| Universitario · Panamá                  | 2021                | 15    | 2     | —             | —             | 2                  | 0                  | 0     | 2     |
| Universitario · Panamá                  | Total               | 15    | 2     | 0             | 0             | 2                  | 0                  | 15    | 2     |
| Total en su carrera                     | Total en su carrera | 460   | 28    | 23            | 1             | 32                 | 0                  | 515   | 29    |

### Selección nacional
| Selección       | Año             | Amistosos | Amistosos | Copa de Oro | Copa de Oro | Copa América | Copa América | Nations League | Nations League | Eliminatorias Mundialistas | Eliminatorias Mundialistas | Copa Mundial | Copa Mundial | Total | Total |
| Selección       | Año             | Part.     | Goles     | Part.       | Goles       | Part.        | Goles        | Part.          | Goles          | Part.                      | Goles                      | Part.        | Goles        | Part. | Goles |
| --------------- | --------------- | --------- | --------- | ----------- | ----------- | ------------ | ------------ | -------------- | -------------- | -------------------------- | -------------------------- | ------------ | ------------ | ----- | ----- |
| Sub-20          | 2005            | --        | --        | --          | --          | --           | --           | --             | --             | 6                          | 0                          | 2            | 0            | 8     | 0     |
| Sub-20          | Total           | 0         | 0         | 0           | 0           | 0            | 0            | 0              | 0              | 6                          | 0                          | 2            | 0            | 8     | 0     |
| Absoluta        | 2005            | --        | --        | 1           | 0           | --           | --           | --             | --             | 3                          | 0                          | --           | --           | 4     | 0     |
| Absoluta        | 2006            | 2         | 0         | --          | --          | --           | --           | --             | --             | --                         | --                         | --           | --           | 2     | 0     |
| Absoluta        | 2007            | 6         | 0         | 5           | 0           | --           | --           | --             | --             | --                         | --                         | --           | --           | 11    | 0     |
| Absoluta        | 2008            | 2         | 0         | --          | --          | --           | --           | --             | --             | 2                          | 0                          | --           | --           | 4     | 0     |
| Absoluta        | 2009            | 3         | 0         | 4           | 0           | --           | --           | --             | --             | --                         | --                         | --           | --           | 7     | 0     |
| Absoluta        | 2010            | 8         | 1         | --          | --          | --           | --           | --             | --             | --                         | --                         | --           | --           | 8     | 1     |
| Absoluta        | 2011            | 3         | 0         | 8           | 0           | --           | --           | --             | --             | 2                          | 0                          | --           | --           | 13    | 0     |
| Absoluta        | 2012            | 2         | 0         | --          | --          | --           | --           | --             | --             | 6                          | 0                          | --           | --           | 8     | 0     |
| Absoluta        | 2013            | 2         | 0         | 8           | 1           | --           | --           | --             | --             | 10                         | 1                          | --           | --           | 20    | 2     |
| Absoluta        | 2014            | 5         | 0         | 3           | 2           | --           | --           | --             | --             | --                         | --                         | --           | --           | 8     | 2     |
| Absoluta        | 2015            | 6         | 2         | --          | --          | --           | --           | --             | --             | 6                          | 1                          | --           | --           | 12    | 3     |
| Absoluta        | 2016            | --        | --        | --          | --          | 3            | 0            | --             | --             | 2                          | 0                          | --           | --           | 5     | 0     |
| Absoluta        | 2017            | --        | --        | --          | --          | --           | --           | --             | --             | 8                          | 2                          | --           | --           | 8     | 2     |
| Absoluta        | 2018            | 4         | 0         | --          | --          | --           | --           | --             | --             | --                         | --                         | 3            | 0            | 7     | 0     |
| Absoluta        | 2019            | 1         | 0         | 2           | 0           | --           | --           | 3              | 0              | --                         | --                         | --           | --           | 6     | 0     |
| Absoluta        | 2020            | --        | --        | --          | --          | --           | --           | --             | --             | --                         | --                         | --           | --           | 0     | 0     |
| Absoluta        | Total           | 44        | 3         | 31          | 3           | 3            | 0            | 3              | 0              | 39                         | 4                          | 3            | 0            | 123   | 10    |
| Total Selección | Total Selección | 44        | 3         | 31          | 3           | 3            | 0            | 3              | 0              | 45                         | 4                          | 5            | 0            | 131   | 10    |

## Estadísticas en fútbol indoor
| Club                            | Temporada           | Liga  | Liga  | Copa Nacional | Copa Nacional | Copa Internacional | Copa Internacional | Total | Total |
| Club                            | Temporada           | Part. | Goles | Part.         | Goles         | Part.              | Goles              | Part. | Goles |
| ------------------------------- | ------------------- | ----- | ----- | ------------- | ------------- | ------------------ | ------------------ | ----- | ----- |
| Dallas Sidekicks Estados Unidos | 2023                | 7     | 2     | —             | —             | —                  | —                  | 7     | 2     |
| Tacoma Stars Estados Unidos     | 2023                |       |       | —             | —             | —                  | —                  |       |       |
| Tacoma Stars Estados Unidos     | 2024                |       |       | —             | —             | —                  | —                  |       |       |
| Tacoma Stars Estados Unidos     | 2025                |       |       | —             | —             | —                  | —                  |       |       |
| Tacoma Stars Estados Unidos     | Total               | 13    | 3     | 0             | 0             | 0                  | 0                  | 13    | 3     |
| Total en su carrera             | Total en su carrera | 20    | 5     | 0             | 0             | 0                  | 0                  | 20    | 5     |

## Palmarés

### Campeonatos nacionales
| Título              | Club              | País           | Año  |
| ------------------- | ----------------- | -------------- | ---- |
| Torneo Clausura     | San Francisco     | Panamá         | 2005 |
| Torneo Apertura     | San Francisco     | Panamá         | 2006 |
| Copa Colombia       | La Equidad        | Colombia       | 2008 |
| Torneo Apertura     | Junior            | Colombia       | 2010 |
| Torneo Apertura     | Atlético Nacional | Colombia       | 2011 |
| Torneo Finalización | Millonarios       | Colombia       | 2012 |
| Major League Soccer | Seattle Sounders  | Estados Unidos | 2016 |
| Major League Soccer | Seattle Sounders  | Estados Unidos | 2019 |

### Distinciones individuales
| Distinción                                                    | Año  |
| ------------------------------------------------------------- | ---- |
| Incluido en el Equipo estelar de la Copa Centroamericana 2014 | 2014 |
| Jugador Latino del año - MLS                                  | 2016 |
| Mejor jugador centroamericano (Diario Diez)                   | 2017 |

## Vida personal
Torres posee la nacionalidad colombiana y la residencia permanente en los Estados Unidos.